# نورمن بل
نورمن بل (انگلیسی: Norman Bell؛ زادهٔ ۱۶ نوامبر ۱۹۵۵) بازیکن فوتبال اهل بریتانیا است.
از باشگاه‌هایی که در آن بازی کرده‌است می‌توان به باشگاه فوتبال ولورهمپتون واندررز و باشگاه فوتبال بلکبرن روورز اشاره کرد.